# Zwerg-Kirsche
Die Zwerg-Kirsche (Prunus fruticosa), auch Steppen-Kirsche oder Zwerg-Weichsel genannt, ist eine Pflanzenart aus der Familie der Rosengewächse (Rosaceae). Dieser Strauch trägt essbare, etwa 1 Zentimeter große, rote Früchte.

## Beschreibung

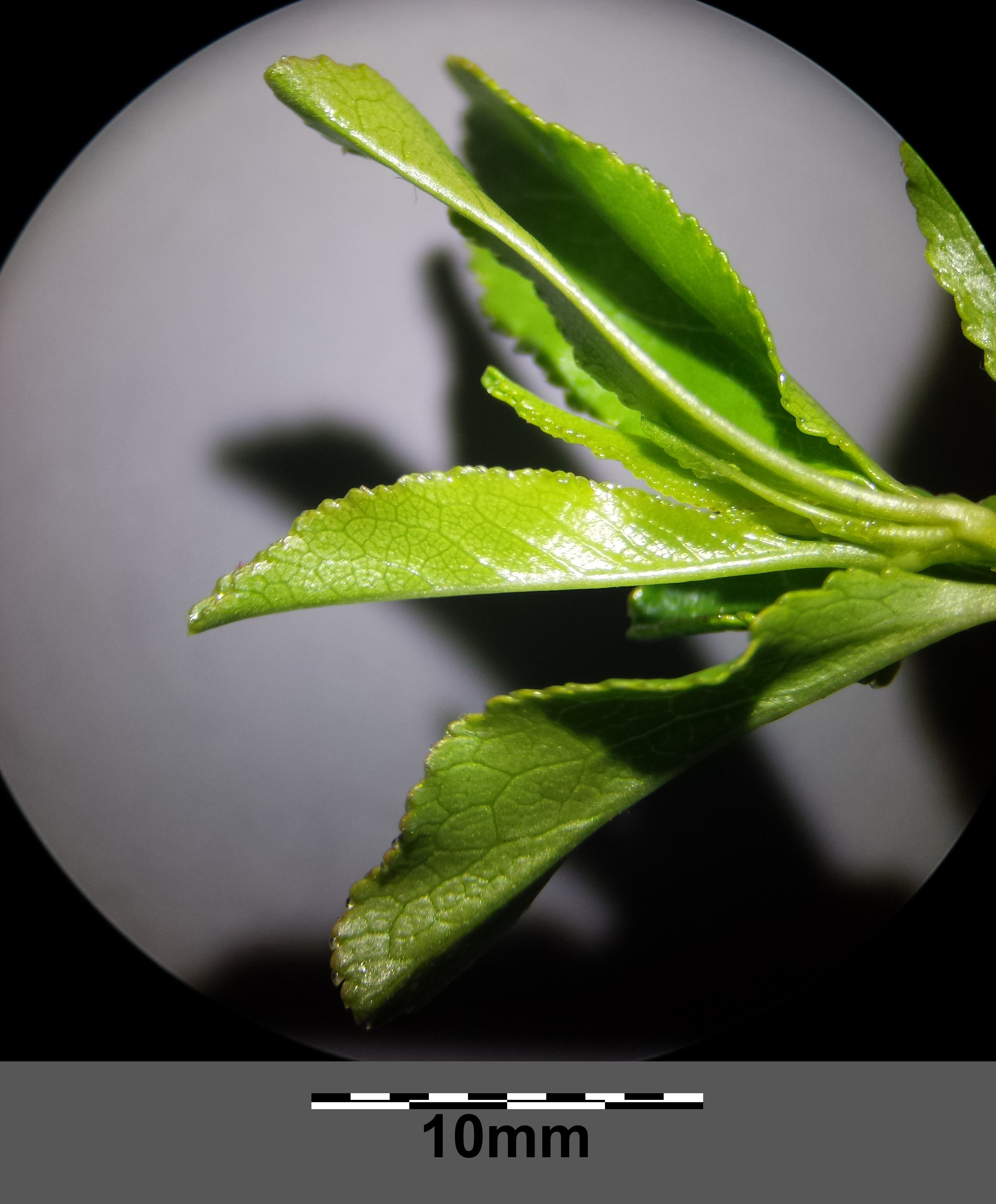
Die Laubblätter sind in der Knospenlage gefaltet und unterseits völlig kahl.

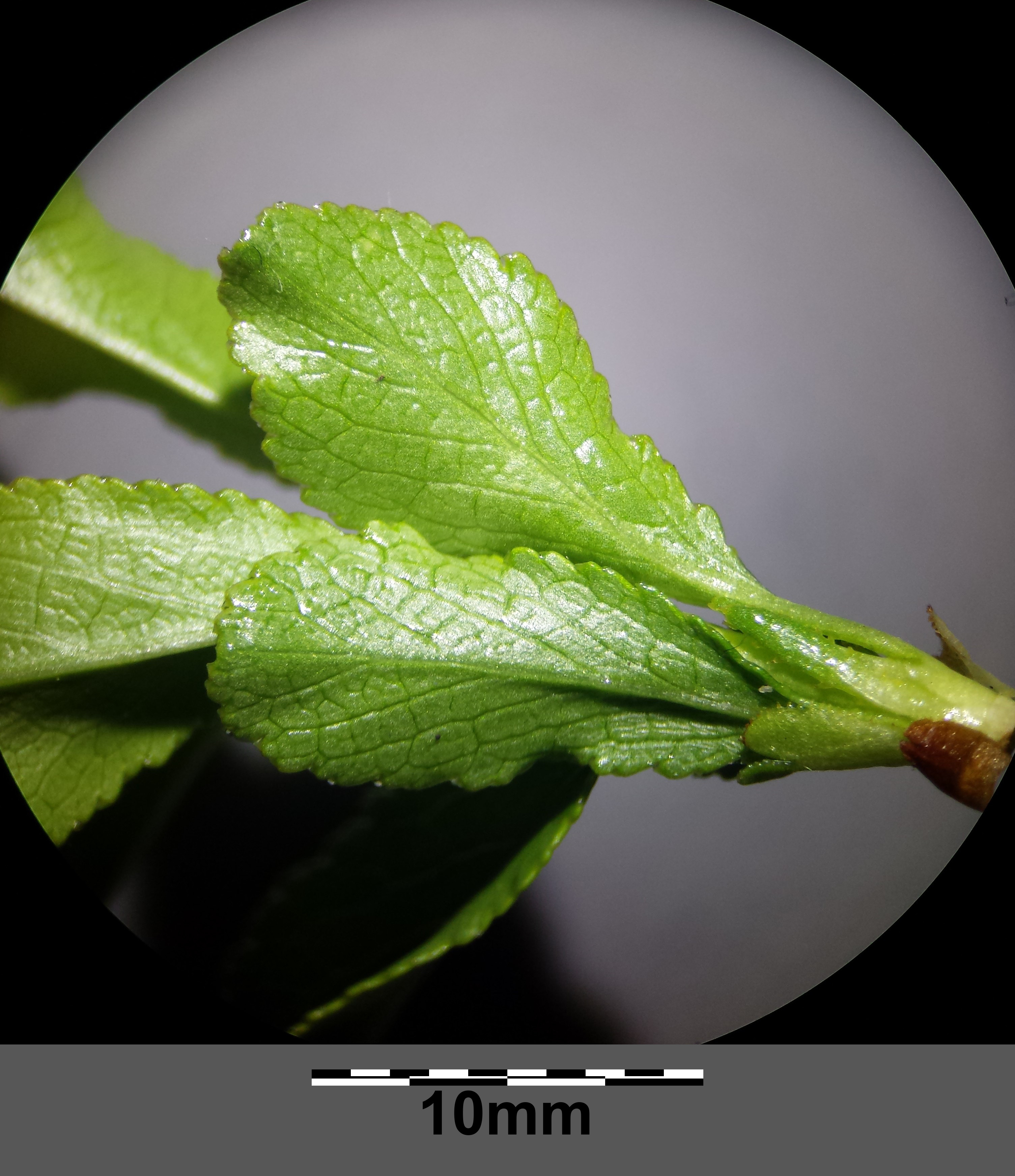
Die Laubblätter der Kurztriebe sind verkehrteiförmig und vorne abgerundet.

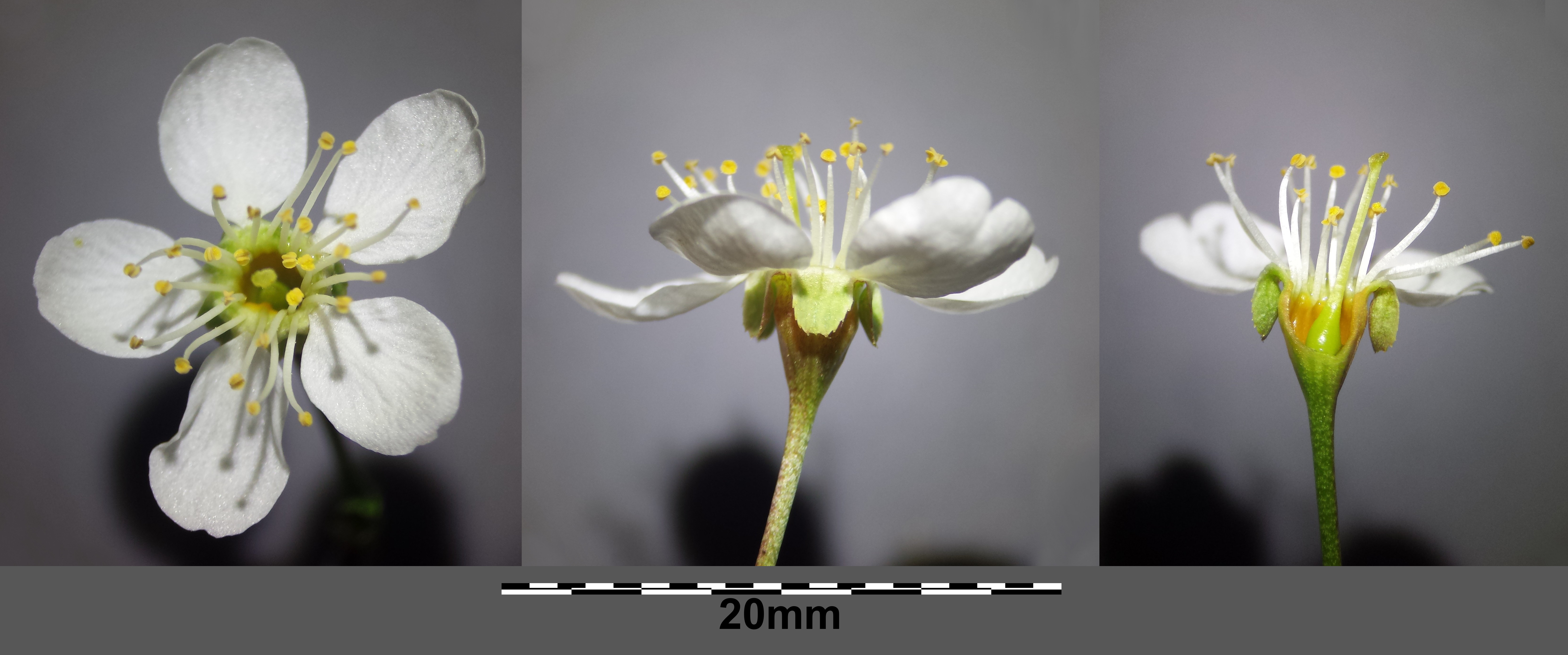
Blüte: die Kronblätter sind meist ausgerandet, die Kelchblätter zurückgeschlagen.

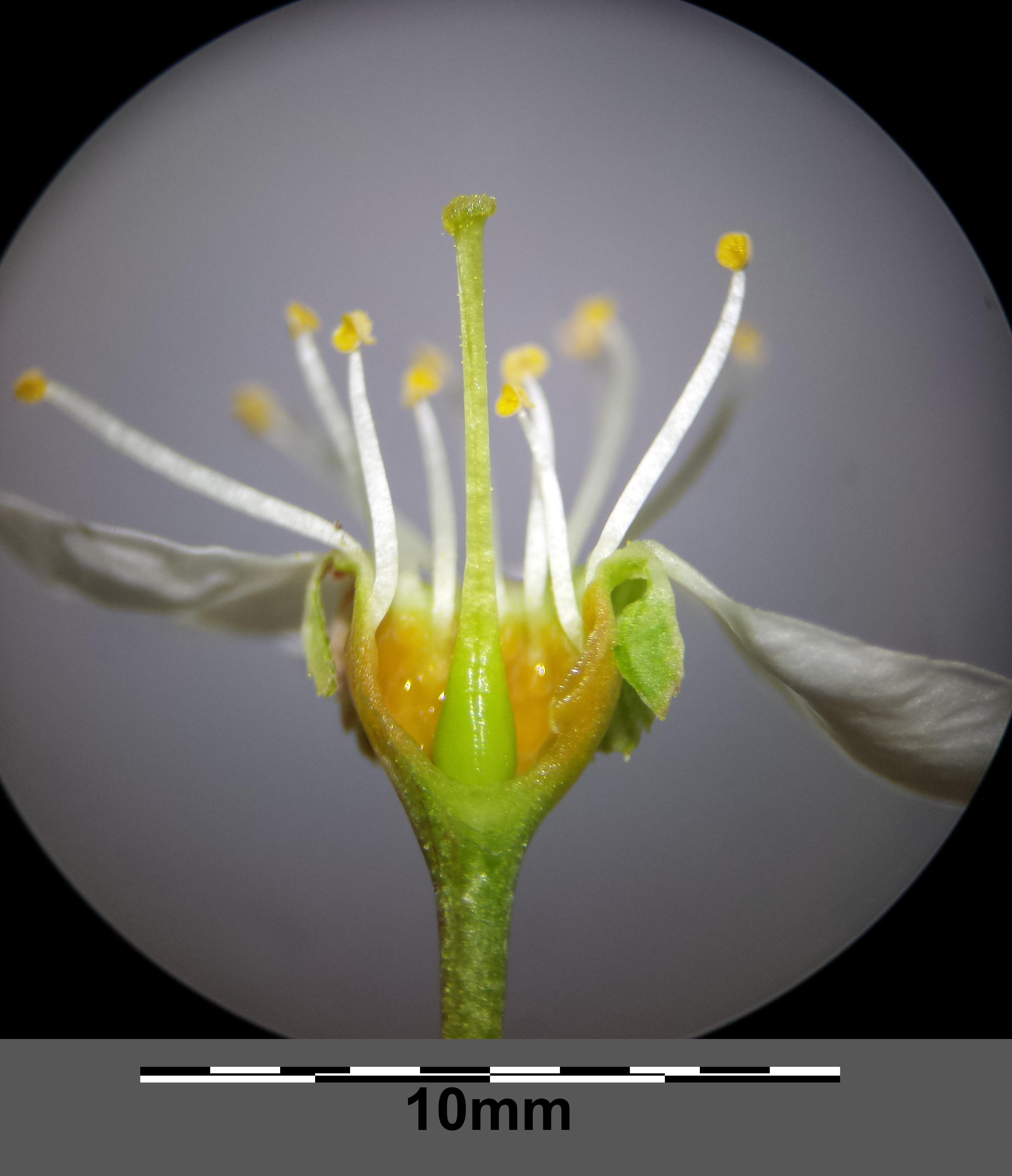
Geöffnete Blüte: der Griffel weist eine feine Längsfurche auf.

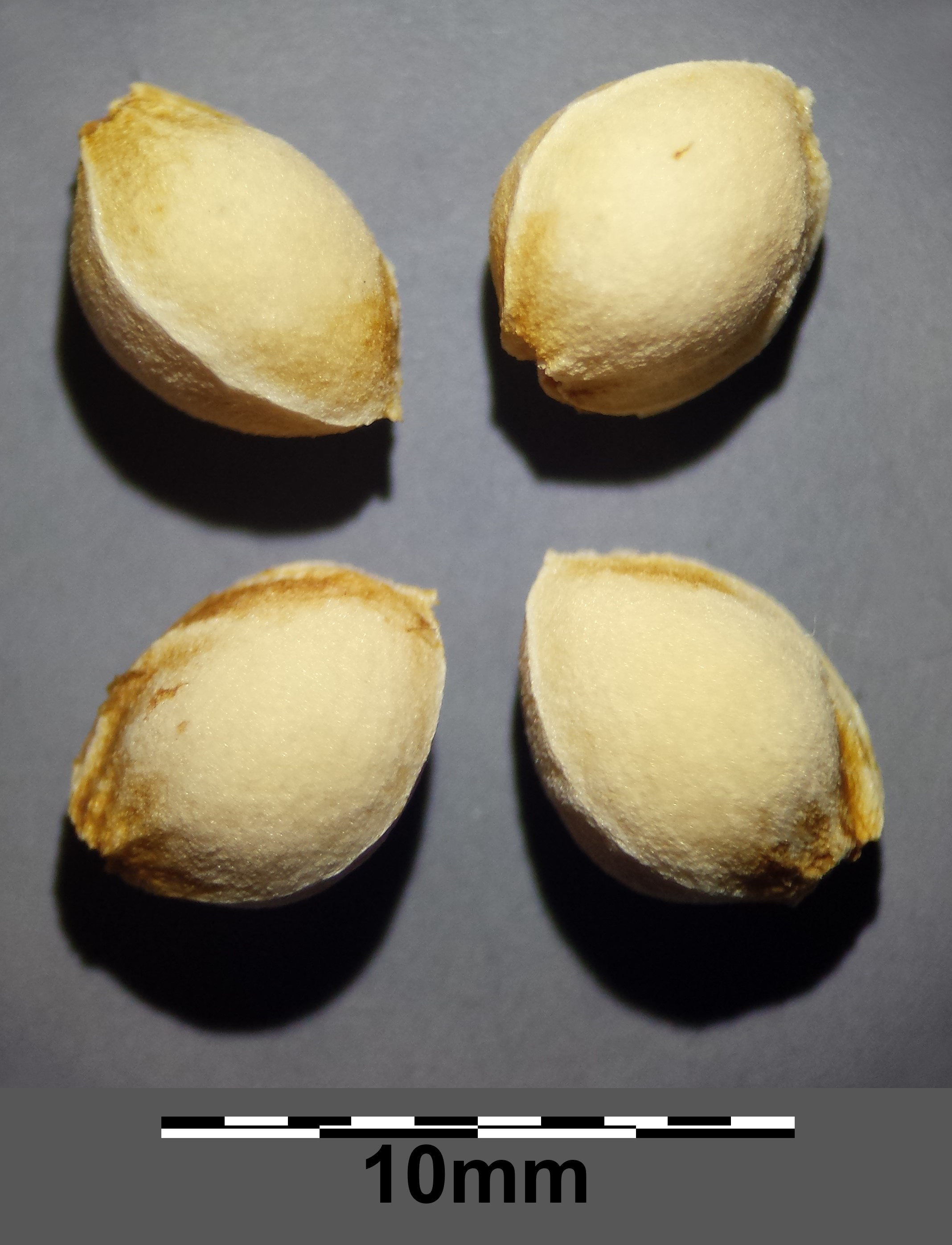
Die Steine der Früchte sind spitz und zweikantig.

Die Zwerg-Kirsche ist ein sommergrüner, sparrig verzweigter und Ausläufer bildender Strauch ohne Dornen, der Wuchshöhen von 0,2 bis 1 Meter, in seltenen Fällen bis 1,5 Meter, erreicht. Die Zweige sind dünn und kahl. Die Laubblätter haben eine verkehrt eiförmige bis elliptische, kaum zugespitzte Blattspreite mit gekerbtem oder gesägtem Blattrand. Sie werden 2 bis 5 Zentimeter lang und haben eine glänzende, dunkelgrüne Oberseite und eine hellere, kahle Unterseite. Der Blattstiel erreicht eine Länge von 0,5 bis 1,2 Zentimeter.
Die weißen Blüten sind etwa 1,5 Zentimeter breit, lang gestielt und sind zu zwei bis fünf in stiellosen, gedrängten Dolden angeordnet. Die Kelchblätter sind breit und stumpf, die Kronblätter etwas ausgerandet. Die Blütezeit dauert von April bis Mai.
Die Steinfrüchte sind kugelig und werden bis zu 1 Zentimeter groß. Sie werden im Juni reif und sind dann korallenrot, seltener schwarzrot. Die voll ausgereiften Früchte sind essbar und ein beliebtes Wildobst.
Die Chromosomenzahl beträgt 2n = 32.

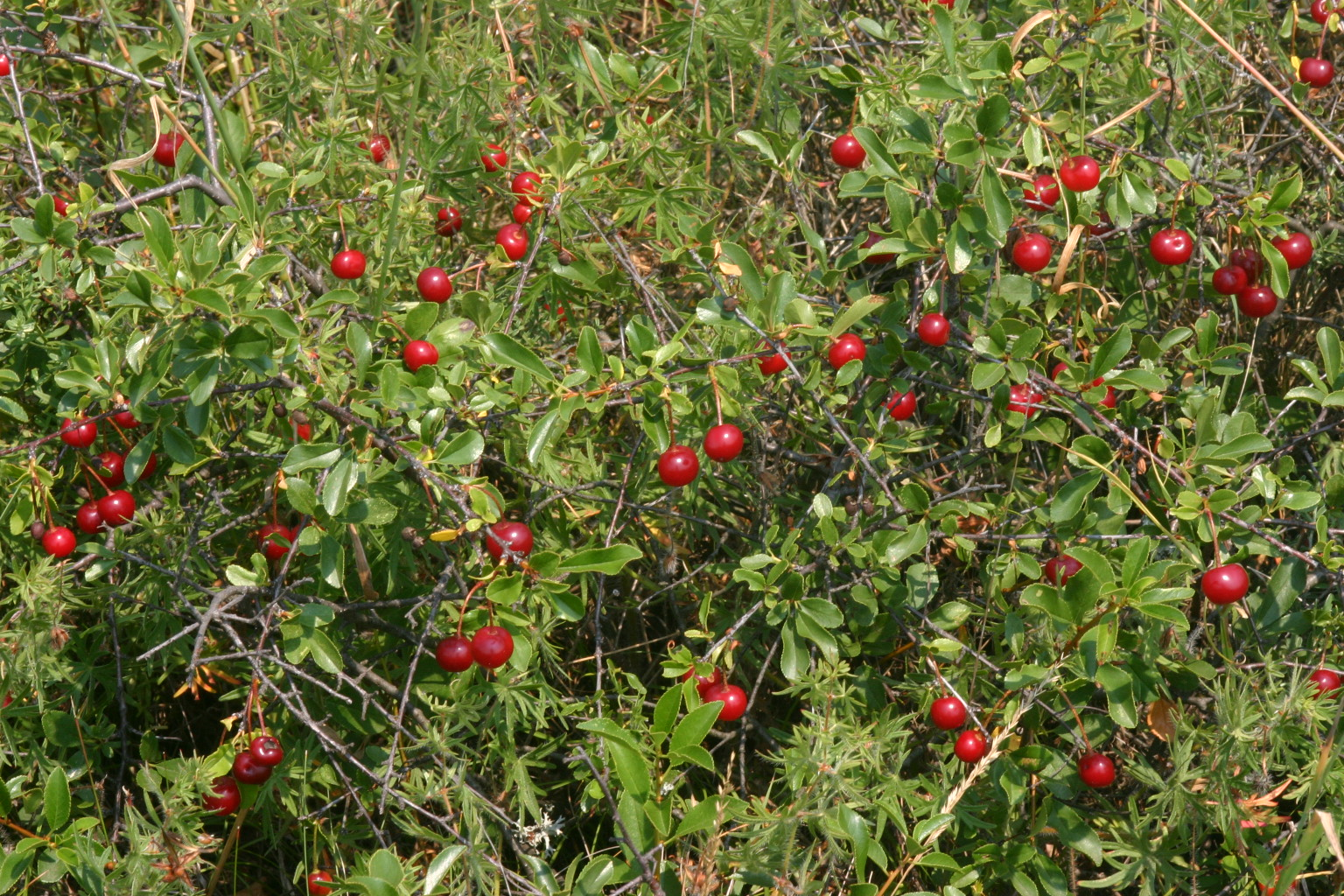
Zwerg-Kirsche (Prunus fruticosa), fruchtend

## Verbreitung und Standortansprüche
Das Verbreitungsgebiet der Zwerg-Kirsche erstreckt sich über Mittel- und Osteuropa vom südlichen Rheintal und der Apenninenhalbinsel über den Ostalpenrand bis nach Thüringen, zum Kaukasus und nach Westsibirien und Mittelasien. Man findet sie meist auf kalkhaltigen Böden in Trockengebüschen, an trockenen Hängen, an Wegsäumen und in Hohlwegen und aufgelassenen Steinbrüchen. Sie ist wärmeliebend, meist frosthart und bevorzugt sonnige bis lichtschattige Standorte.
Die Zwerg-Kirsche ist in Mitteleuropa eine Charakterart des Prunetum fruticosae.

## Systematik
Die Zwergkirsche gehört unter anderen mit der Weichsel- (Prunus cerasus) und der Vogel-Kirsche (Prunus avium) zur Sektion Cerasus der Untergattung Cerasus, die zur Gattung der Prunus gezählt wird. Ein Synonym von Prunus cerasus ist Cerasus fruticosa.

## Verwendung
Die Zwerg-Kirsche wird selten aufgrund der dekorativen Blüten und Früchte als Zierpflanze verwendet, sie spendet auch Pollen und Nektar für Bienen.

## Nachweise